# José Salvatierra
José Andrés Salvatierra López (Escazú, San José, Costa Rica, 10 de octubre de 1989), conocido deportivamente como José Salvatierra (AFI: xo'se salβa'tjeřa), es un futbolista costarricense que juega de lateral derecho en el Municipal Santa Ana de la Primera División de Costa Rica

## Trayectoria

### L.D. Alajuelense
Salvatierra debutó con el primer equipo de Alajuelense el 7 de abril de 2010, por la decimocuarta fecha del Campeonato de verano contra Liberia Mía en el Estadio Edgardo Baltodano. Bajo la dirección técnica de Luis Roberto Sibaja, el lateral emprendió desde la titularidad y completó la totalidad de los minutos. Además, recibió tarjeta amarilla y el marcador terminó en triunfo de 1-2 cuando el empate estuvo a punto de ser definitivo.
El 16 de diciembre de 2016, se hizo oficial la salida del jugador al FC Dallas de Estados Unidos en condición de cedido. Sin embargo, el 23 de enero de 2017 fue confirmado que el lateral no superó las pruebas físicas y médicas en el club, por lo que debió regresar al conjunto manudo para disputar el certamen nacional.

### Municipal Santa Ana
Desde el año 2023 juega en el Municipal Santa Ana es un equipo de fútbol de Costa Rica que juega en la Segunda División de Costa Rica, la segunda categoría de fútbol en el país. (2023-Act.)

## Selección costarricense

### Categorías inferiores
José Salvatierra jugó los dos partidos con la selección Sub-23 en la ronda de repechaje contra Panamá, a finales de octubre y principios de noviembre de 2011, con miras al Preolímpico de Concacaf que tendría lugar el año siguiente. La ida de esta serie fue de visita en el Estadio Rommel Fernández, terminando en derrota con cifras de 2-1, mientras que la vuelta se desarrolló como local en el Estadio Morera Soto, en la cual prevaleció el empate a un tanto. Como consecuencia, su nación no logró avanzar al certamen final de la confederación. Por otro lado, el lateral completó la totalidad de los minutos en ambos cotejos.

### Selección absoluta
El 5 de junio de 2011, disputó su primer compromiso con la categoría absoluta de la selección costarricense, en el inicio de la Copa de Oro de la Concacaf de ese año frente al combinado de Cuba, cuyo resultado fue de victoria con goleada 5-0. Se consolidó en las alineaciones titulares del entrenador argentino Ricardo La Volpe y vio acción en cuatro juegos, donde su país quedó eliminado en penales por Honduras.
Posteriormente, recibió la confianza del estratega y fue titular en los tres partidos de la fase de grupos de la Copa América 2011, en la derrota 1-0 contra Colombia, en el triunfo 0-2 sobre Bolivia y en la pérdida frente al anfitrión Argentina con cifras de 3-0. Su grupo quedó sin posibilidades de avanzar a la siguiente etapa.
Participó por primera vez de un partido válido por la clasificatoria mundialista de Concacaf, bajo el mandato del director técnico colombiano Jorge Luis Pinto, ante el combinado de El Salvador como local en el Estadio Nacional, siendo titular los 90 minutos en la igualdad a dos anotaciones. En la siguiente fecha contra Guyana, vio acción por 73 minutos y salió como reemplazo por Heiner Mora en el primer triunfo de su país con marcador de 0-4. Luego jugó en las dos pérdidas consecutivas de los costarricenses frente a México, tanto de local como de visita.
Su tercera competencia la tuvo en la Copa Centroamericana 2013, con sede en su país, alternando su demarcación con Juan Diego Madrigal. Fue partícipe de las dos victorias sobre Belice y Nicaragua, además del empate contra Guatemala, esto en fase de grupos. Estuvo por 45 minutos en el triunfo con marcador ajustado de 1-0 ante El Salvador y completó la totalidad de los minutos en la final frente a Honduras, encuentro que terminó 1-0 a favor de su conjunto. Con esto su país se coronó campeón y Salvatierra obtuvo su primer título internacional.
El 6 de febrero de 2013 volvió a ser convocado para desarrollar un partido de la eliminatoria, esta vez en el inicio de la hexagonal contra Panamá en el Estadio Rommel Fernández. Disputó 69 minutos en esa oportunidad en la igualada a dos goles.
El 2 de mayo de 2016, el entrenador de la selección costarricense Óscar Ramírez, dio la lista preliminar de 40 futbolistas que fueron considerados para afrontar la Copa América Centenario, donde José apareció en la misma. El 16 de mayo se confirmó la nómina definitiva que viajó a Estados Unidos, país organizador del evento, en la cual Salvatierra quedó dentro de los seleccionados. El lateral fue suplente en el inicio del torneo frente a Paraguay (0-0), ingresó de cambio, a partir del segundo tiempo, por el lesionado Cristian Gamboa en el juego contra Estados Unidos (4-0), y finalmente fue sustituido por Bryan Oviedo en el tercer encuentro ante Colombia (2-3). Su nación no logró superar la fase de grupos.
El 2 de noviembre de 2016, el seleccionador nacional divulgó la base de futbolistas para los dos partidos de la fase hexagonal eliminatoria. Ramírez contó con José para afrontar este tipo de compromisos. La fecha inaugural de esta fase tuvo lugar el 11 de noviembre, en el Estadio Hasely Crawford ante Trinidad y Tobago. Salvatierra fue suplente en este juego en la victoria con cifras de 0-2. El lateral aprovechó la ausencia por sanción de Cristian Gamboa en el segundo encuentro contra Estados Unidos, en el Estadio Nacional. Completó la totalidad de los minutos y su grupo obtuvo el triunfo por goleada 4-0.
El siguiente llamado del estratega para conformar el conjunto Tricolor se dio el 26 de mayo de 2017, correspondiente a disputar los dos partidos consecutivos como local en el Estadio Nacional por la eliminatoria mundialista. Salvatierra apareció en la lista. El primer encuentro fue ante Panamá el 8 de junio, en el cual prevaleció la igualdad sin anotaciones. Su país posteriormente venció 2-1 al combinado de Trinidad y Tobago y el lateral no vio acción en ambos cotejos al quedar en la suplencia.
El defensa fue incluido, el 16 de junio de 2017, en la lista oficial del director técnico Óscar Ramírez para la realización de la Copa de Oro de la Concacaf que tuvo lugar en Estados Unidos. El 7 de julio se disputó el primer encuentro del certamen en el Red Bull Arena de Nueva Jersey, lugar donde se efectuó el clásico centroamericano contra Honduras. José Salvatierra permaneció en la suplencia, mientras que su compañero Rodney Wallace brindó una asistencia a Marco Ureña al minuto 38', quien concretó el único gol de su nación para la victoria ajustada de 0-1. Cuatro días posteriores se dio el segundo cotejo ante Canadá en el BBVA Compass Stadium, escenario en el cual prevaleció la igualdad a un tanto. El 14 de julio fue titular en el último compromiso por el grupo frente a Guayana Francesa en el Estadio Toyota de Frisco, Texas. Los Ticos se impusieron 3-0 para asegurar un lugar a la siguiente ronda como líderes de la tabla con siete puntos. Su selección abrió la jornada de los cuartos de final el 19 de julio en el Lincoln Financial Field de Philadelphia, Pensilvania, contra Panamá. Un testarazo del rival Aníbal Godoy mediante un centro de David Guzmán, al minuto 76', provocó la anotación en propia puerta de los panameños, lo que favoreció a su combinado en la clasificación a la otra instancia por el marcador de 1-0. La participación de su escuadra concluyó el 22 de julio en el AT&T Stadium, con la única pérdida en semifinales de 0-2 ante Estados Unidos.
El 25 de agosto de 2017 fue seleccionado en la lista de futbolistas para enfrentar el penúltimo par de juegos eliminatorios. El 1 de septiembre se produjo el primer juego ante el combinado de Estados Unidos en el Red Bull Arena de Nueva Jersey. Salvatierra ingresó de cambio por Cristian Gamboa al minuto 70' y el marcador se definió en victoria con cifras de 0-2, mediante el doblete de su compañero Marco Ureña. Para el segundo juego del 5 de septiembre contra México, de local en el Estadio Nacional, los costarricenses rescataron el empate a un tanto tras haber estado con el resultado adverso.
Salvatierra fue considerado en la última lista para el cierre de la hexagonal, dada el 29 de septiembre de 2017. El 7 de octubre tuvo lugar el partido frente a Honduras en el Estadio Nacional, con las condiciones del clásico centroamericano al tratarse de un encuentro ríspido y físico. Su selección estuvo por debajo en el marcador por la anotación del rival, y de esta forma se vio obligada a variar el sistema táctico para evitar la derrota. Al minuto 94', su compañero Bryan Ruiz lanzó un centro desde el sector de la derecha para que el balón fuese recibido por Kendall Waston, quien se había sumado al ataque y así imponer su altura con el cabezazo y empatar 1-1 de manera agónica. Con este resultado, su país aseguró una de las plazas directas al Mundial de Rusia 2018 que fueron otorgadas a la confederación. Por otro lado, José aguardó desde la suplencia, situación que revertiría en el juego de tres días después contra Panamá en el Estadio Rommel Fernández, siendo titular los 90 minutos como lateral derecho en la derrota de 2-1.
De nuevo en periodo de fogueos internacionales, el 3 de noviembre de 2017 entró en la convocatoria para los dos partidos en el continente europeo. El 10 de noviembre fue descartado con miras a los encuentros ante España y Hungría a causa de un trauma dinámico de gastrocnemio izquierdo.

#### Participaciones internacionales
| Copa                      | Sede           | Resultado        |
| ------------------------- | -------------- | ---------------- |
| Copa de Oro 2011          | Estados Unidos | Cuartos de final |
| Copa América 2011         | Argentina      | Fase de grupos   |
| Copa Centroamericana 2013 | Costa Rica     | Campeón          |
| Copa América Centenario   | Estados Unidos | Fase de grupos   |
| Copa de Oro 2017          | Estados Unidos | Semifinales      |

## Clubes
| Club                | País       | Año               |
| ------------------- | ---------- | ----------------- |
| L. D. Alajuelense   | Costa Rica | 2009 - 2021       |
| Sporting F. C.      | Costa Rica | 2022              |
| Municipal Santa Ana | Costa Rica | 2023              |
| San Carlos F.C.     | Costa Rica | 2024 - Actualidad |

## Palmarés

### Títulos nacionales
| Título                         | Club                | País       | Año  |
| ------------------------------ | ------------------- | ---------- | ---- |
| Primera División de Costa Rica | L. D. Alajuelense   | Costa Rica | 2010 |
| Primera División de Costa Rica | L. D. Alajuelense   | Costa Rica | 2011 |
| Primera División de Costa Rica | L. D. Alajuelense   | Costa Rica | 2011 |
| Supercopa de Costa Rica        | L. D. Alajuelense   | Costa Rica | 2012 |
| Primera División de Costa Rica | L. D. Alajuelense   | Costa Rica | 2012 |
| Primera División de Costa Rica | L. D. Alajuelense   | Costa Rica | 2013 |
| Primera División de Costa Rica | L. D. Alajuelense   | Costa Rica | 2020 |
| Segunda División de Costa Rica | Municipal Santa Ana | Costa Rica | 2023 |

### Títulos internacionales
| Título               | Equipo                  | Sede       | Año  |
| -------------------- | ----------------------- | ---------- | ---- |
| Copa Centroamericana | Selección de Costa Rica | Costa Rica | 2013 |
| Liga Concacaf        | Alajuelense             | Costa Rica | 2020 |